# Міжселенна територія Каргасоцького району
Міжселенна територія Каргасо́цького району (рос. Межселенная территория Каргасокского района) — сільське поселення у складі Каргасоцького району Томської області Росії.
Населення міжселенної території становить 4 особи (2019; 7 у 2010, 9 у 2002).
Станом на 2002 рік село Майськ входило до складу Нововасюганської сільської ради.

## Склад
До складу міжселенної території входять:
| Населений пункт | Населення, осіб (2002) | Населення, осіб (2010) | Населення, осіб (2019) |
| --------------- | ---------------------- | ---------------------- | ---------------------- |
| Майськ, село    | 9                      | 7                      | 4                      |